# Trigonotylus slateri
Trigonotylus slateri är en insektsart som beskrevs av Carvalho 1957. Trigonotylus slateri ingår i släktet Trigonotylus och familjen ängsskinnbaggar. Inga underarter finns listade i Catalogue of Life.